# Loudun
Loudun (lat. Iuliodunum) ist eine Stadt mit 6.791 Einwohnern (Stand 1. Januar 2022) im französischen Département Vienne in der Region Nouvelle-Aquitaine.

## Geschichte
Bis 1789 gehörte Loudun zur historischen Provinz Anjou. In den Hugenottenkriegen der zweiten Hälfte des 16. Jahrhunderts war Loudun einer der Sicherheitsplätze für die Hugenotten.
Bekannt wurde die Stadt 1633, als der Ortspriester Urbain Grandier und mehrere Nonnen der Hexenverfolgung zum Opfer fielen und der Priester schließlich nach einem Aufsehen erregenden Schauprozess um die „Teufel von Loudun“ 1634 hingerichtet wurde. Die Geschichte wurde u. a. von Aldous Huxley aufgegriffen und von Krzysztof Penderecki für die Oper Die Teufel von Loudun verarbeitet, sowie von Ken Russell 1971 für seinen Film Die Teufel.

## Politik

### Wappen
| Wappen von Loudun | Blasonierung: „In rot ein schwarzgefugter silberner Zinnenturm unter einem blauen Schildhaupt mit drei balkenweis gestellten goldenen Lilien.“ |
| Wappen von Loudun | |

Die Dolmen von Briande liegen bei Arçay, südlich von Loudun.

### Städtepartnerschaften
- Leuze, Belgien, seit 1961
- Ouagadougou, Burkina Faso, seit 1967
- Thibodaux, USA, seit 1978
- Shippagan, Kanada, seit 1981
- Burgos, Spanien, seit 1985
- Audun-le-Tiche, Frankreich, seit 2007

Bemerkenswert ist, dass Ouagadougou eine deutlich über hundertmal höhere Einwohnerzahl hat als Loudun, und zwischen Ouagadougou und Leuze (seit 1977 Leuze-en-Hainaut, 13.205 Einwohner) ebenfalls eine Städtepartnerschaft besteht.

## Persönlichkeiten

### Söhne und Töchter der Stadt
- Jean Salmon Macrin (1490–1557), neulateinischer Dichter
- Scévole (I.) de Sainte-Marthe (1536–1623), Dichter
- Scévole (II.) de Sainte-Marthe (1571–1650), Historiograph
- Théophraste Renaudot (1586–1653), Journalist und Mediziner
- Ismael Boulliau (1605–1694), Astronom
- Nicolas Aubin (1655–unbekannt), protestantischer Pastor und Marineschriftsteller
- Jean Ernoul (1829–1899), Politiker
- René Monory (1923–2009), Politiker, mehrfach Minister und Präsident des Senats

### Mit Loudun verbunden
- Urbain Grandier (1590–1634), katholischer Priester, der wegen Hexerei verurteilt und in Loudun auf dem Scheiterhaufen hingerichtet wurde